# Orchomenos
Orchomenos (altgriechisch Ὀρχομενός; neugriechisch Ορχομενός [ɔrxɔmɛˈnɔs], beides (m. sg.)) ist eine Stadt in Mittelgriechenland, gelegen am Fluss Kifisos, am ehemaligen Nordwestufer des mittlerweile trockengelegten Sees Kopaïs, in den der Fluss früher mündete. In der Antike war sie Mitglied des Böotischen Bundes.

## Geschichte
Der Überlieferungen nach wurde Orchomenos von Minyern bewohnt. Worum es sich bei diesem Volk handelte, ist unbekannt, denn in historischer Zeit sind sie als eigenständiger Stamm nicht mehr bezeugt. Erste Siedlungsspuren datieren in die Zeit um 6000 v. Chr. Feine graue Keramik aus mittelhelladischer Zeit (ca. 2000–1600 v. Chr.), die bei Ausgrabungen zu Tage trat, erhielt von Heinrich Schliemann die Bezeichnung minysche Keramik, angelehnt an die mythischen Bewohner von Orchomenos. In der 2. Hälfte des 2. Jahrtausends v. Chr., während der sogenannten Palastzeit, war Orchomenos offenbar die Hauptstadt eines mykenischen Staates, dem wahrscheinlich auch Gla unterstand. Spuren einer Palastanlage und vor allem das von Schliemann ausgegrabene Kuppelgrab von Orchomenos, auch „Schatzhaus des Minyas“ genannt, zeugen von Reichtum und Macht dieser Stadt. Im Jahr 1881 wurde Schliemann bei seinen Grabungen durch den Architekten und Bauforscher Ernst Ziller unterstützt.
In den Perserkriegen stand Orchomenos nach der Schlacht an den Thermopylen auf Seiten der Perser. Nachdem die Perser bezwungen waren, war die politische Macht der Stadt daher geschwächt. Im Jahre 427/426 v. Chr. wurde Orchomenos durch ein schweres Erdbeben zerstört, wie Thukydides berichtet. Im Krieg der benachbarten Thebaner mit Sparta stellte sich die Stadt auf die Seite der Spartaner – wiederum die Verlierer des Konfliktes. Im Jahr der Niederlage der Spartaner in der Schlacht bei Leuktra (371 v. Chr.) wurde die Stadt zwar noch verschont, doch 364 v. Chr., also nur sieben Jahre später, wurde sie zerstört. Den Wiederaufbau verhinderten die Thebaner durch eine neuerliche Zerstörung der Stadt im Jahr 349 v. Chr. Von diesem Niederschlag erholte sich der Ort nicht wieder.
Unter Philipp II. von Makedonien, dem Vater Alexanders des Großen, der militärisch gegen Theben vorging, wurde die Stadt wieder gefördert und wieder aufgebaut. In der Folgezeit gehörte sie zum Königreich Makedonien, bis dieses 168 v. Chr. dem Römischen Reich unterlag und Griechenland kurz darauf an die Römer fiel. Im frühen 1. Jahrhundert v. Chr. kam es mit den Mithridatischen Kriegen noch einmal zu Aufständen gegen die römische Herrschaft, deren erster zu einer Schlacht bei Orchomenos 86 v. Chr. führte, die für Rom siegreich verlief. Danach blieb Orchomenos eine kleine, unbedeutende Stadt in Griechenland.

## Mythologie
Orchomenos ist in vielen Mythen ein Ort von Bedeutung. So war der Ort Zufluchtsort für den neugeborenen Gott Dionysos, der als unehelicher Sohn des Zeus von dessen Frau Hera verfolgt wurde. König Athamas und dessen Frau Ino ließen den Jungen in Mädchenkleider stecken und im Frauengemach aufwachsen.
Bei Homer sind die Bewohner der Stadt reguläre Teilnehmer des Kriegszuges gegen Troja. Als ihre Heerführer werden der König Ialmenos und sein Bruder Askalaphos genannt.
In der Heraklessage taucht der König Erginos von Orchomenos als Unterdrücker der Stadt Theben auf. Herakles und König Amphitryon schlagen das Heer der Minyer, erschlagen den König Erginos und zerstören Stadt und Burg.
Auch in der Sage um Aktaion, dem von seinen eigenen Hunden zerrissenen Jäger, hat Orchomenos ihren Platz. Denn in der Nähe der Stadt war Aktaion zerrissen worden und suchte nun die Stadt und ihre Umgebung als Gespenst heim. Um die Stadt von der Plage zu befreien, so weissagte ein Orakel, mussten nicht nur die Überreste des Jägers gefunden und begraben werden, sondern auch eine Statue des Gespenstes aufgestellt werden. Beides geschah.

## Bauten

### Antike Bauten

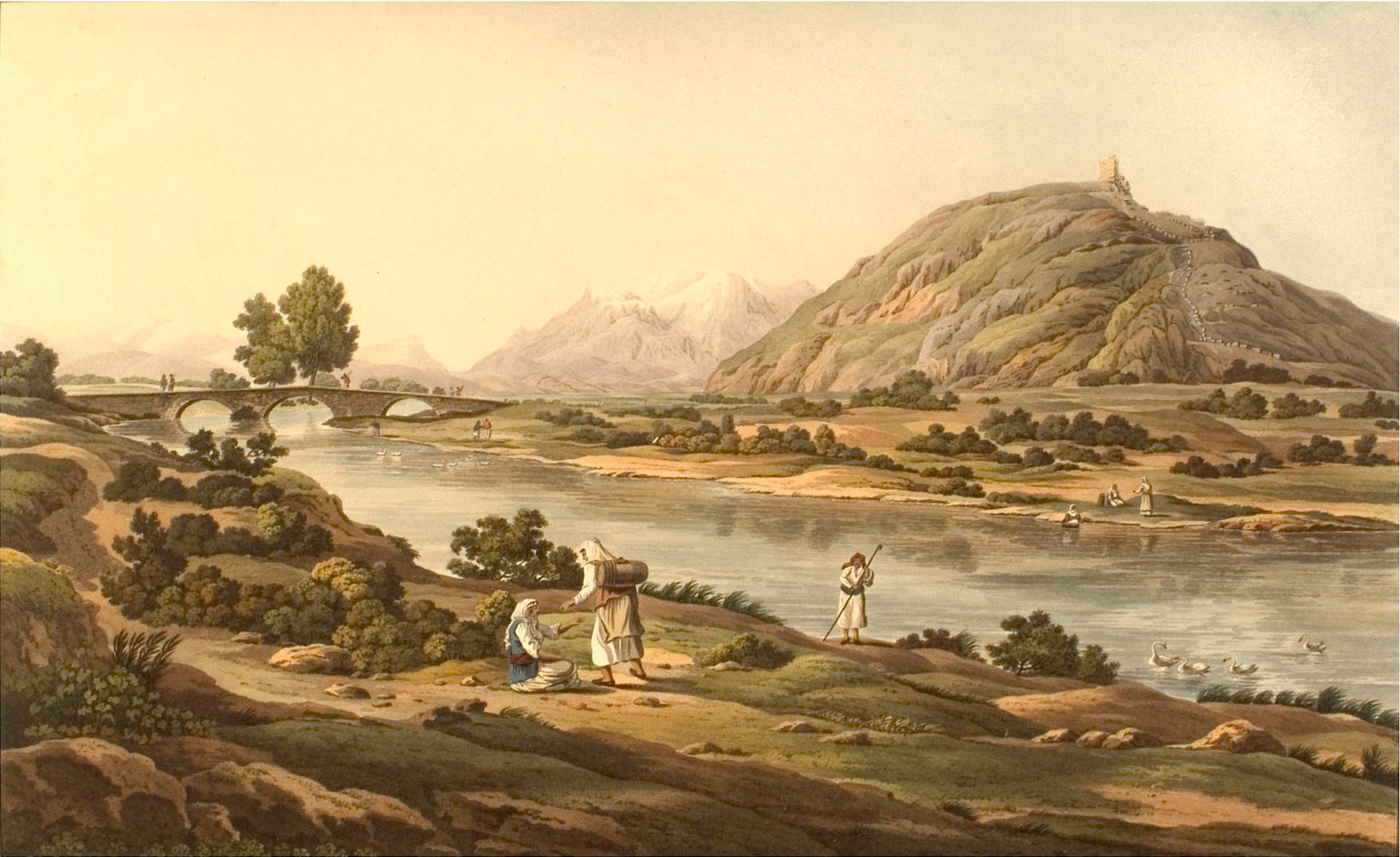
Ruinen von Orchomenos vor den Ausgrabungen. Zeichnung von Edward Dodwell, vor 1821

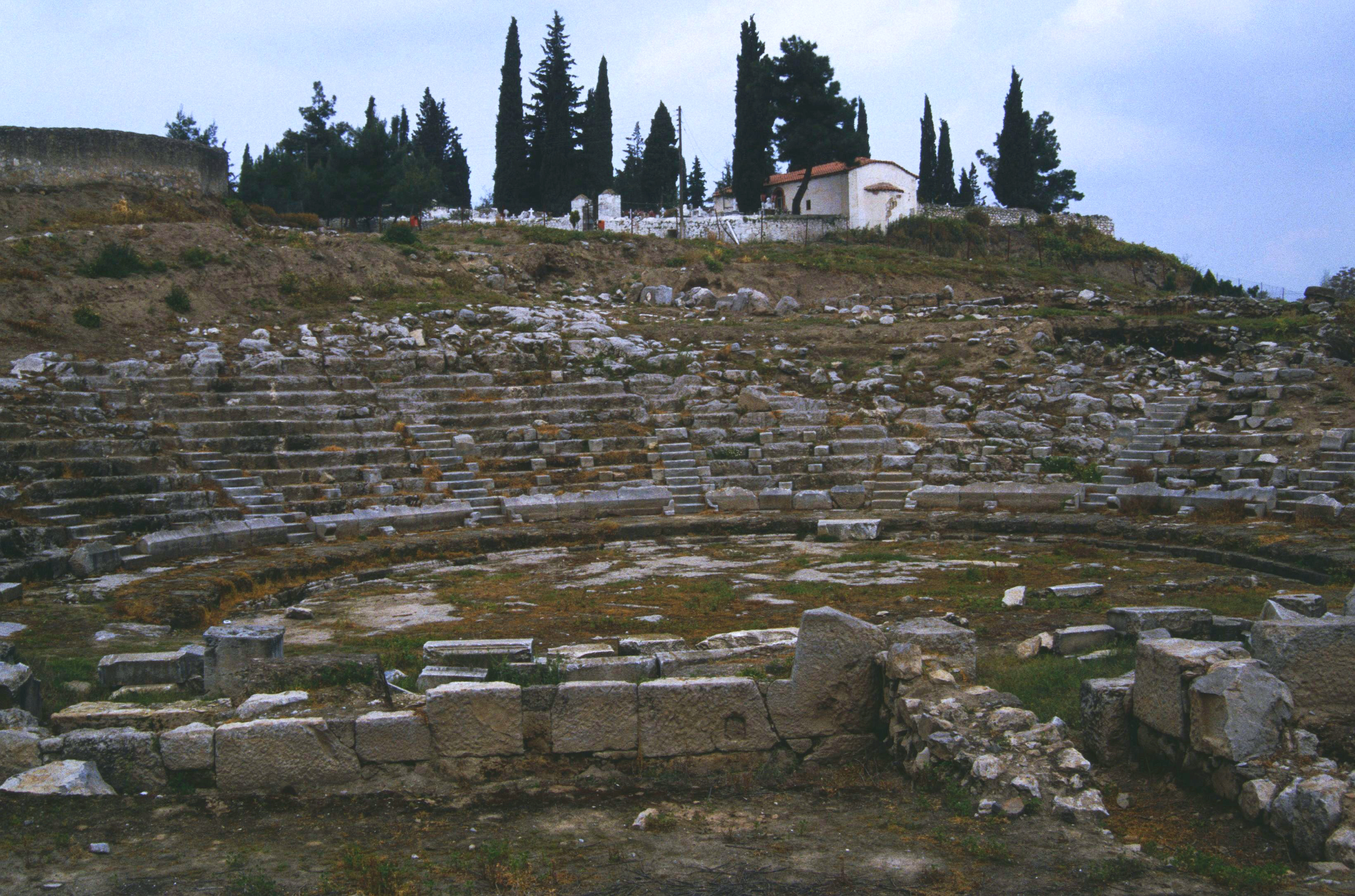
Antikes Theater in Orchomenos

Ein bienenkorbförmiges Gebäude, das sogenannte „Schatzhaus des Minyas“, wurde 1880 von Heinrich Schliemann während seiner ersten Grabungskampagne in Orchomenos freigelegt. Bei dem Gebäude handelt es sich allerdings nicht um ein Schatzhaus, sondern um die Reste eines Kuppelgrabs aus dem 14. Jahrhundert v. Chr. Es kann sich in Größe mit dem Schatzhaus des Atreus in Mykene messen und weist auch bautechnisch sehr starke Parallelen zu diesem auf. Zur Zeit des Pausanias, im 2. Jahrhundert n. Chr., war es noch vollständig erhalten. In der Nähe dieser Tholos fand man in Gebäuderesten, die ebenfalls aus mykenischer Zeit stammen, Fragmente von Fresken mit Jagd- und Kriegerdarstellungen, die Parallelen zu ähnlichen Wandmalereien in den Palästen von Tiryns und Pylos offenbaren.
In den Abhang des Hausberges Akontion gehauen, auf dessen Gipfel die Akropolis thronte, finden sich die Ruinen eines Theaters, das zum Teil in den Berg gehauen ist und 1972 ausgegraben wurde. Es stammt vermutlich aus dem 4. Jahrhundert v. Chr. Zu den antiken Hinterlassenschaften gehören auch die Überreste der hellenistischen Stadtmauer. Von dem bei Pausanias genannten Heiligtum der Chariten wurden bislang keine Spuren gefunden.
Nach dem Sieg Sullas über Mithridates 86 v. Chr. wurde bei dem Ort ein Siegesdenkmal (Tropaion) gesetzt, von dem einige Reste wiederentdeckt wurden.

### Byzantinische Kirchen
Die Kirche Kimisis tis Theotokou (Κοίμησις της Θεοτόκου) wurde im Jahr 873 n. Chr. durch den Protospatharios Leon gestiftet und war ursprünglich Teil der Klosteranlage Panagia von Skripou. Ihr Grundriss vereinigt das überkuppelte griechische Kreuz mit der dreischiffigen Basilika (Bautyp). Die Außenwände enthalten eine große Zahl reichverzierter Spolien, die vermutlich aus den Ruinen des Charitentempels stammen.
Agios Nikolaos sta Kambia (Άγιος Νικόλαος στα Καμπιά ‚in den Feldern‘) liegt außerhalb und gehörte ursprünglich zum Kloster Hosios Lukas. Die Kreuzkuppelkirche entstand in der Mitte des 11. Jahrhunderts und ist im Gegensatz zu den meisten byzantinischen Kirchen nicht aus Ziegelsteinen, sondern aus Marmorblöcken errichtet. Von der Ausstattung im Inneren sind nur die beiden frühbyzantinisch-korinthischen Säulenkapitelle erhalten. In der Krypta mit vier Pfeilern und ornamentierten Doppelbögen sind noch Wandmalereien zu erkennen.
Die kleine Kirche Agios Sozon wurde im 12. Jahrhundert erbaut.

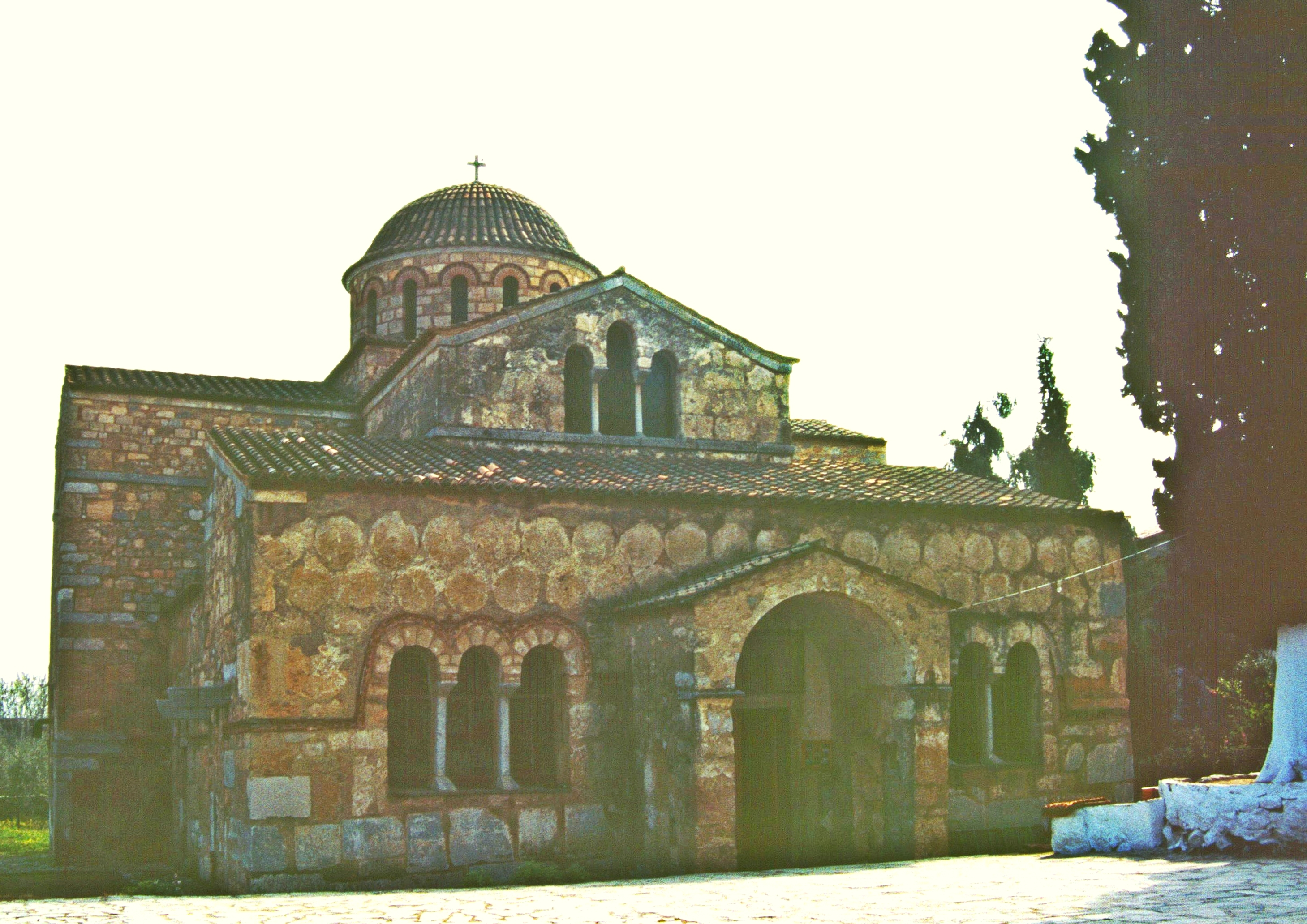
Koimisis-tis-Theotókou-Klosterkirche
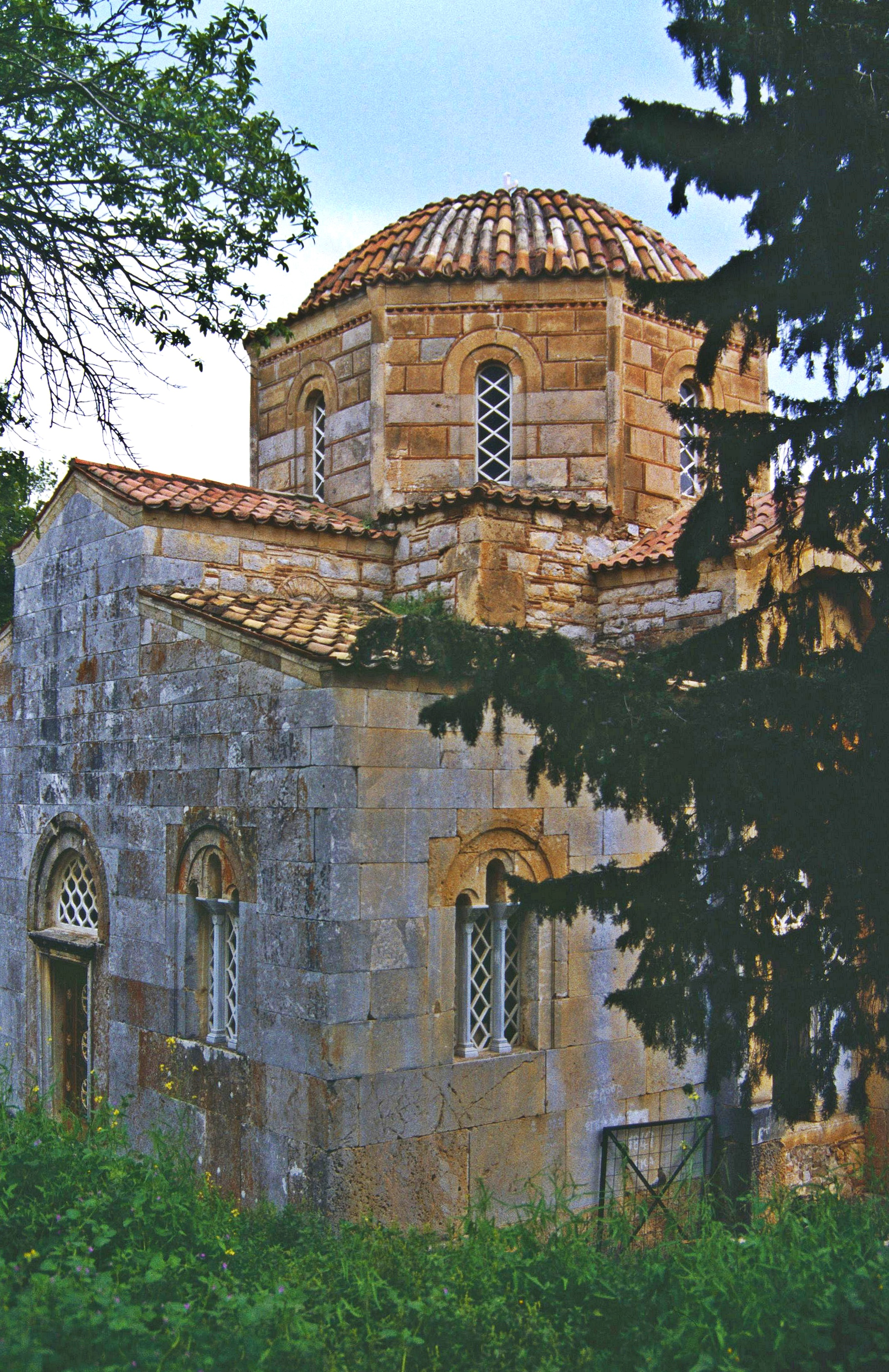
Agios Nikolaos
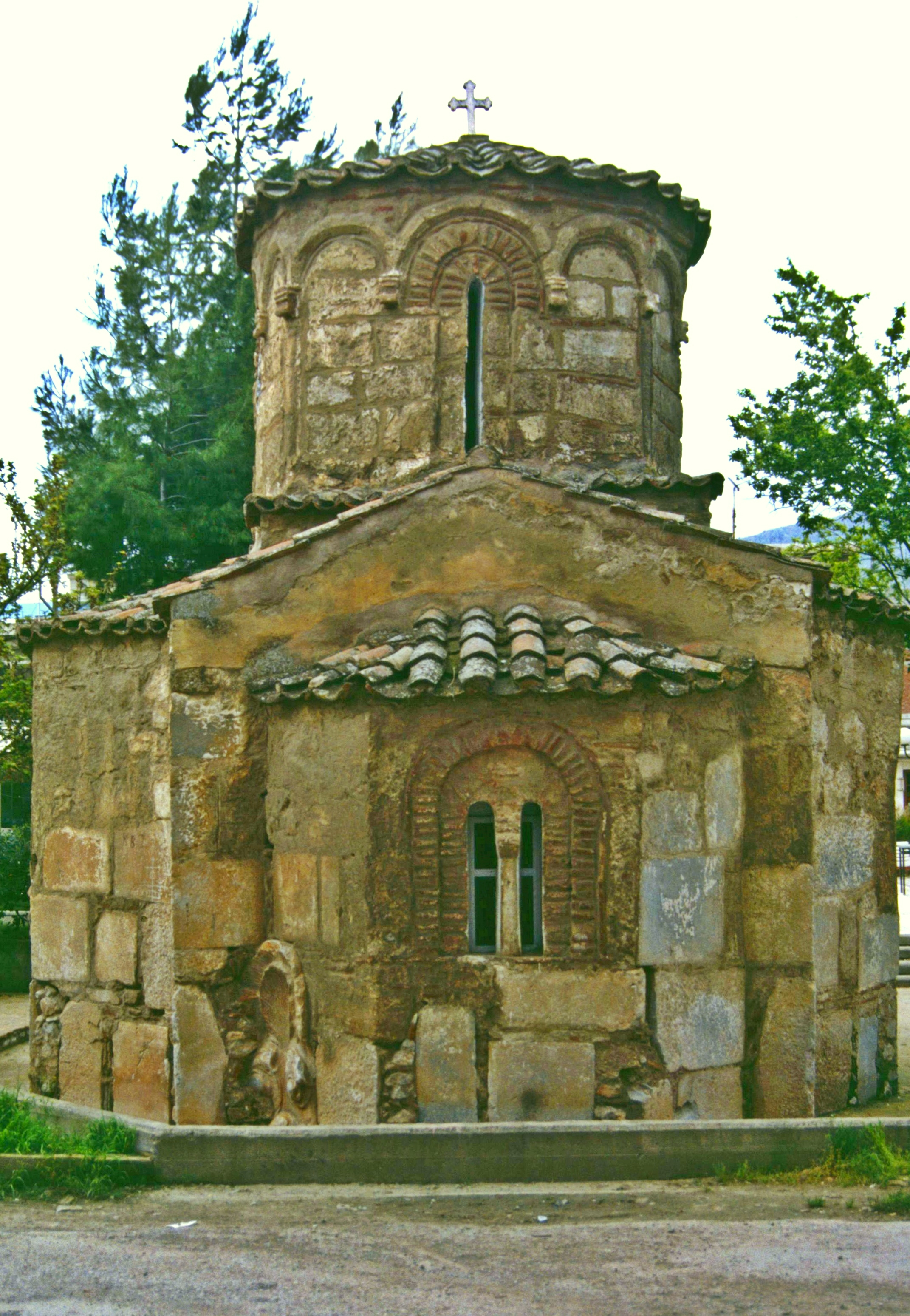
Agios Sozon